# Туризм у Словенії

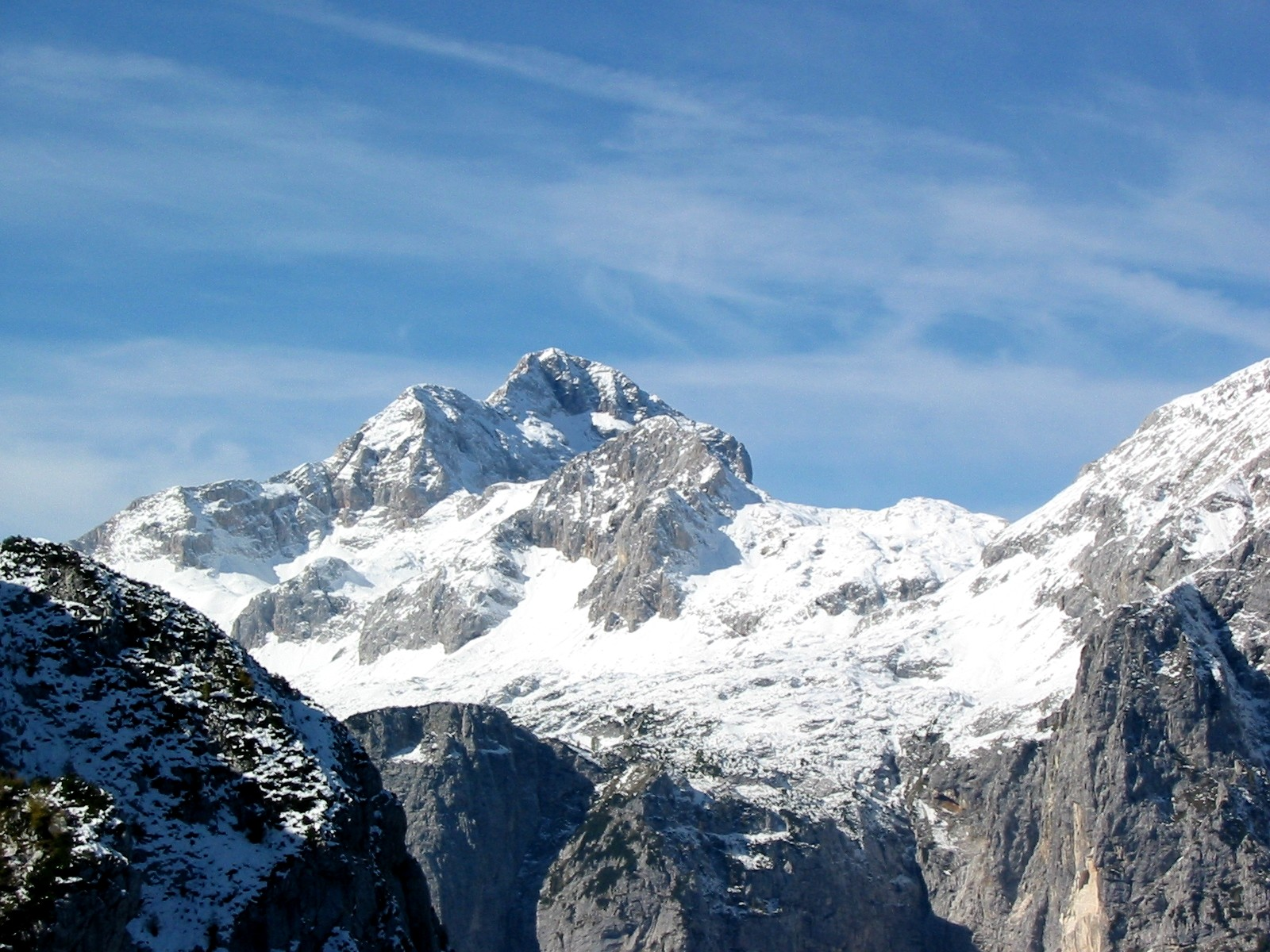
Триглав, найвища гора

Словенія пропонує туристам найрізноманітніші ландшафти: альпійський на північному заході, середземноморський на південному заході, паннонський на північному сході та динарський на південному сході. Вони приблизно відповідають традиційним регіонам Словенії, які засновані на колишніх чотирьох землях Габсбурзької корони (Карніола, Каринтія, Штирія та Прибережжя). Кожен пропонує свої природні, географічні, архітектурні та культурні особливості. У Словенії є гори, луки, озера, печери та море, що робить її привабливим місцем відпочинку в Європі.
Столиця країни, Любляна, має багато споруд у стилі бароко та модерну, з кількома важливими творами місцевого архітектора Йоже Плечника. Серед інших пам'яток — Юліанські Альпи з мальовничим озером Блед та долиною Сочі, а також найвища вершина країни — гора Триглав. Можливо, ще більш відомим є Карстове плато на словенському Прибережжі. Понад 28 мільйонів відвідувачів відвідали Печеру Постойна, а за 15 хвилин їзди від неї — Печера Шкоцян, об'єкт Всесвітньої спадщини ЮНЕСКО. Кілька інших печер є відкритими, включаючи печеру Віленіца.

Озеро Блед

Далі в тому ж напрямку йде узбережжя Адріатики, де найважливішою історичною пам'яткою є венеційське готичне середземноморське місто Піран. Порторож — сусіднє місто — популярний сучасний туристичний курорт, який пропонує розваги в ігровому туризмі. Колишнє рибальське місто Ізола також перетворене на популярне туристичне місце; багато туристів також цінують старий середньовічний центр порту Копер, який, однак, менш популярний серед туристів, ніж інші два словенські прибережні міста.
Північно-східний регіон відомий своєю кухнею. Серед традиційних страв найвідомішими є запіканка зі свинини, ріпи та пшона під назвою bujta repa та шаруватої випічки під назвою prekmurska gibanica. Важливим курортним містечком у регіоні є Моравське Топліце, яке приваблює багатьох німецьких, австрійських, італійських та російських відвідувачів.

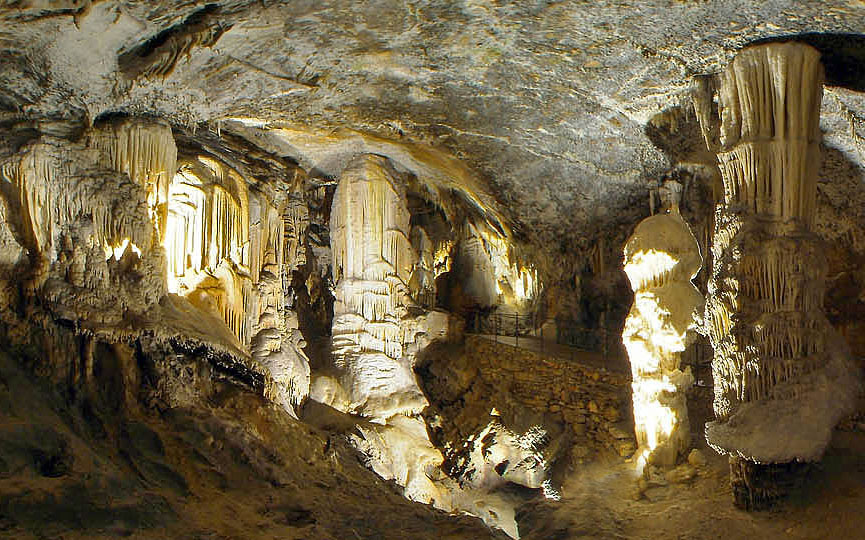
Постойнська-Яма

Сільський туризм важливий у всій країні, і він особливо розвинений у регіоні Карстового плато, частинах Внутрішньої Карніоли, Нижньої Карніоли та північної Істрії, а також у районі Підчертка та Козьє на сході Штирії. Верхова їзда, їзда на велосипеді та піші прогулянки — одні з найважливіших туристичних заходів у цих районах.
Національний парк Триглав (словен.: Triglavski narodni park) — національний парк, розташований у Словенії. Він був названий на честь гори Триглав, національного символу Словенії. Триглав розташований майже посеред національного парку. З нього долини радіально поширюються, подаючи воду до двох великих річкових систем, що мають джерела в Юліанських Альпах: Сочі та Сави, що протікають відповідно до Адріатичного та Чорного моря.
Пропозиція щодо збереження датується 1908 роком і була реалізована в 1924 році. Потім з ініціативи, яку подала природоохоронна секція Словенського музейного товариства спільно зі Словенським альпіністським товариством, було знято двадцятирічну оренду на Площу долини Триглавських озер, близько 14 км². Це судилося стати Альпійським захисним парком, однак постійне збереження в той час було неможливим. У 1961 році, після багаторічних зусиль, захист було поновлено (цього разу на постійній основі) і дещо розширилося, охопивши близько 20 км². Заповідна територія офіційно була визначена як Національний парк Триглав. Однак згідно з цим актом усі цілі справжнього національного парку не були досягнуті, і з цієї причини протягом наступних двох десятиліть були висунуті нові пропозиції щодо розширення та перестановки охорони. Нарешті, у 1981 році було досягнуто перестановки, і парку було надано нову концепцію та збільшено до 838 км² — площа, яку він продовжує займати донині.
У Словенії є ряд менших середньовічних міст, які служать важливими туристичними визначними пам'ятками. Серед них найвідомішими є Птуй, Скофя Лока та Піран. Укріплені селища, переважно розташовані в західній Словенії (Štanjel, Vipavski Križ, Šmartno), також стали важливим туристичним напрямком, особливо завдяки культурним заходам, організованим у їхніх мальовничих умовах.

## Іноземні туристи
Найбільша кількість туристів в Словенію прибувають з Італії, Німеччини та Австрії.